# Sphaeria acuminata
Sphaeria acuminata är en svampart som beskrevs av M.A. Curtis. Sphaeria acuminata ingår i släktet Sphaeria och familjen kolkärnsvampar.   Inga underarter finns listade i Catalogue of Life.